# Satz von Binet-Cauchy
Der Satz von Binet-Cauchy ist ein Satz aus dem mathematischen Teilgebiet Lineare Algebra. Der nach Jacques Philippe Marie Binet und Augustin-Louis Cauchy benannte Satz besteht aus einer Formel zur Berechnung der Determinante einer quadratischen Matrix {\displaystyle C}. Um ihn anzuwenden, muss eine Produktdarstellung {\displaystyle C=A\cdot B} bekannt sein. Der Satz von Binet-Cauchy verallgemeinert den Determinantenproduktsatz, der sich als Spezialfall ergibt, wenn {\displaystyle A} und {\displaystyle B} quadratisch sind.

## Satz
Sind {\displaystyle A} eine {\displaystyle n\times m}-Matrix und {\displaystyle B} eine {\displaystyle m\times n}-Matrix, dann berechnet sich die Determinante von {\displaystyle A\cdot B} durch Aufsummieren aller Produkte aus je einem {\displaystyle n}-dimensionalen Minor von {\displaystyle A} und {\displaystyle B}:
{\displaystyle \det(A\cdot B)=\sum _{S\subseteq \{1,2,\ldots ,m\} \atop |S|=n}\det(A_{S})\det(B_{S})=\sum _{S\subseteq \{1,2,\ldots ,m\} \atop |S|=n}\det(A_{S}\cdot B_{S})}
Die Untermatrizen {\displaystyle A_{S}} und {\displaystyle B_{S}} ergeben sich aus den Matrizen {\displaystyle A} und {\displaystyle B} wenn nur die Spalten aus {\displaystyle A} bzw. Zeilen aus {\displaystyle B} verwendet werden, deren Nummern in {\displaystyle S} vorkommen. Dabei muss die ursprüngliche Reihenfolge der Spalten bzw. Zeilen jedoch erhalten bleiben. Ist {\displaystyle n>m}, dann gibt es solche Untermatrizen nicht und es gilt {\displaystyle \det(A\cdot B)=0}.
Gilt {\displaystyle A,B\in \mathbb {R} ^{n\times n}}, dann gibt es genau eine Teilmenge {\displaystyle S=\{1,2,\ldots ,n\}} und es gilt {\displaystyle \det(A\cdot B)=\det(A)\cdot \det(B)}.

## Beispiel
In diesem Beispiel wird die Determinante der Matrix {\displaystyle C} mit Hilfe des Satzes von Binet-Cauchy berechnet. Für diese Matrix ist die folgende Produktdarstellung gegeben:
{\displaystyle C={\begin{pmatrix}58&64\\139&154\end{pmatrix}}={\begin{pmatrix}1&2&3\\4&5&6\end{pmatrix}}\cdot {\begin{pmatrix}7&8\\9&10\\11&12\end{pmatrix}}=A\cdot B}.
Nach dem Satz von Binet-Cauchy gilt:
{\displaystyle \det(C)=\sum _{S\subseteq \{1,2,3\} \atop |S|=2}\det(A_{S})\det(B_{S})}
{\displaystyle \qquad =\det(A_{\{1,2\}})\cdot \det(B_{\{1,2\}})+\det(A_{\{2,3\}})\cdot \det(B_{\{2,3\}})+\det(A_{\{1,3\}})\cdot \det(B_{\{1,3\}})}
{\displaystyle \qquad =\det {\begin{pmatrix}1&2\\4&5\end{pmatrix}}\cdot \det {\begin{pmatrix}7&8\\9&10\end{pmatrix}}+\det {\begin{pmatrix}2&3\\5&6\end{pmatrix}}\cdot \det {\begin{pmatrix}9&10\\11&12\end{pmatrix}}+\det {\begin{pmatrix}1&3\\4&6\end{pmatrix}}\cdot \det {\begin{pmatrix}7&8\\11&12\end{pmatrix}}}
{\displaystyle \qquad =(-3)\cdot (-2)+(-3)\cdot (-2)+(-6)\cdot (-4)}
{\displaystyle \qquad =36}.